# Refugee
Pour les articles homonymes, voir Refugee (homonymie).
Refugee est un groupe britannique de rock progressif  qui a existé de 1973 à 1974. Il était formé du bassiste chanteur Lee Jackson et du batteur Brian Davison anciens membres des Nice et du claviériste Patrick Moraz ex-Mainhorse. 

## Histoire
Lorsque le claviériste des Nice, Keith Emerson décide de quitter le groupe pour former Emerson, Lake and Palmer avec Greg Lake et Carl Palmer, Davison forme alors son propre groupe, Brian Davison's Every Which Way qui ne publie qu'un seul album.
De son côté, Lee Jackson forme Jackson Heights en 1970. Après le quatrième album du groupe, Lee tente de recruter un claviériste de tournée et approche le musicien suisse Patrick Moraz. Après avoir décliné l'offre de Jackson, ce dernier propose plutôt de former un nouveau groupe. Ils font alors appel àBrian Davison comme batteur. Les trois musiciens signent avec Charisma Records, avec lequel ils créent un album homonyme en 1974, que le groupe interprète en tournée, ainsi que d'anciens titres des Nice.  
En Août 1974, le groupe est dissous lorsque Patrick Moraz quitte Refugee pour rejoindre Yes en remplacement de Rick Wakeman.
Un album live, Live in Concert Newcastle City Hall 1974, est publié en 2007.

## Membres
- Patrick Moraz - piano, piano électrique, orgue Hammond, Mellotron, Minimoog, synthétiseur AKS, clavinet, cor alpin, marimbaphone
- Lee Jackson - chant, basse, guitare 12 cordes
- Brian Davison - batterie, Timbales, gongs, cloche tibétaine, kabassa, percussions diverses

## Discographie
- 1974 : Refugee
- 2007 : Live in Concert Newcastle City Hall 1974